# 埃丽卡·霍尔斯特
埃丽卡·霍尔斯特（瑞典語：Erika Holst，1979年4月8日—），瑞典女子冰球运动员。她曾代表瑞典参加1998年、2002年、2006年和2010年冬季奥林匹克运动会冰球比赛，共获得一枚银牌和一枚铜牌。